# Letnie Grand Prix w kombinacji norweskiej 2018
Letnie Grand Prix w kombinacji norweskiej 2018 – dwudziesta pierwsza edycja cyklu Letniej Grand Prix w kombinacji norweskiej. Sezon składał się z jednego sprintu drużynowego i sześciu konkursów indywidualnych. Rywalizacja rozpoczęła się 17 sierpnia 2018 w Oberwiesenthal, a zakończyła 23 września 2018 w Planicy. Zwycięzcą poprzedniej edycji był Estończyk Kristjan Ilves.
Zwycięzcą Letniego Grand Prix został Austriak Mario Seidl, który w klasyfikacji generalnej wyprzedził Fina Ilkkę Herolę oraz rodaka Martina Fritza. Podobnie jak w poprzednim sezonie zwycięzcą LGP 2018 zgodnie z regulaminem mógł zostać jedynie zawodnik, który wystartował we wszystkich zawodach. 
W klasyfikacji Pucharu Narodów pierwsze miejsce zajęła reprezentacja Austrii przed Niemcami i Finlandią. Sklasyfikowano 15 państw.

## Kalendarz i wyniki
| Lp | Data             | Miejscowość    | Konkurencja              | 1. miejsce                                | 2. miejsce                              | 3. miejsce                                 |
| -- | ---------------- | -------------- | ------------------------ | ----------------------------------------- | --------------------------------------- | ------------------------------------------ |
| 1. | 18 sierpnia 2018 | Oberwiesenthal | Gundersen HS106/2*7,5 km | Austria I Franz-Josef Rehrl · Mario Seidl | Niemcy III Terence Weber · Manuel Faißt | Niemcy II Vinzenz Geiger · Johannes Rydzek |
| 2. | 19 sierpnia 2018 | Oberwiesenthal | Gundersen HS106/10 km    | Johannes Rydzek                           | Mario Seidl                             | Eric Frenzel                               |
| 3. | 22 sierpnia 2018 | Villach        | Gundersen HS98/10 km     | Ilkka Herola                              | Franz-Josef Rehrl                       | Mario Seidl                                |
| 4. | 24 sierpnia 2018 | Oberstdorf     | Gundersen HS137/10 km    | Vinzenz Geiger                            | Mario Seidl                             | Akito Watabe                               |
| 5. | 25 sierpnia 2018 | Oberstdorf     | Gundersen HS137/10 km    | Akito Watabe                              | Eric Frenzel                            | Ilkka Herola                               |
| 6. | 22 września 2018 | Planica        | Gundersen HS138/10 km    | Mario Seidl                               | Martin Fritz                            | Maxime Laheurte                            |
| 7. | 23 września 2018 | Planica        | Gundersen HS138/10 km    | Mario Seidl                               | Espen Bjørnstad                         | Aguri Shimizu                              |

## Klasyfikacja generalna
| Miejsce | Zawodnik          | Punkty |
| ------- | ----------------- | ------ |
| 1.      | Mario Seidl       | 456    |
| 2.      | Ilkka Herola      | 323    |
| 3.      | Martin Fritz      | 256    |
| 4.      | Johannes Rydzek   | 211    |
| 5.      | Akito Watabe      | 184    |
| 6.      | Vinzenz Geiger    | 179    |
| 7.      | Maxime Laheurte   | 169    |
| 8.      | Franz-Josef Rehrl | 167    |
| 9.      | Fabian Rießle     | 166    |
| 10.     | Eric Frenzel      | 140    |
| . . .   |                   |        |
| 33.     | Szczepan Kupczak  | 34     |
| 34.     | Paweł Słowiok     | 33     |

## Klasyfikacja Pucharu Narodów
| Lp. | Drużyna           | Punkty |
| --- | ----------------- | ------ |
| 1.  | Austria           | 1605   |
| 2.  | Niemcy            | 1063   |
| 3.  | Finlandia         | 542    |
| 4.  | Japonia           | 516    |
| 5.  | Francja           | 482    |
| 6.  | Norwegia          | 305    |
| 7.  | Czechy            | 206    |
| 8.  | Włochy            | 167    |
| 9.  | Stany Zjednoczone | 95     |
| 10. | Polska            | 67     |
| 11. | Estonia           | 64     |
| 12. | Słowenia          | 46     |
| 13. | Szwajcaria        | 30     |
| 14. | Rosja             | 15     |
| 15. | Korea Południowa  | 5      |